# Jan Baert (uitgever)
Jan Baert (Gent, 10 november 1920 - Hasselt, 30 november 1986) was een Belgisch uitgever en bestuurder.

## Levensloop
Tot 1952 was hij directeur van de Brugsche Courant. In 1953 kwam hij aan het hoofd te staan van uitgeverij en drukkerij Concentra, uitgever van onder meer Het Belang van Limburg. Zijn echtgenote Tonia Martens was de dochter van de zus van Frans Theelen, stichter van het familiebedrijf. Na diens dood in 1972 kochten Baert en zijn echtgenote de overige familieleden uit. Baert bleef er afgevaardigd beheerder tot aan zijn dood, vervolgens nam zijn zoon Peter Baert de leiding over.
In 1965 werd hij aangesteld als voorzitter van het Verbond van Katholieke Werkgevers (VKW) in opvolging van René Goris. Onder zijn bestuur werd de organisatie hernoemd tot Verbond van Kristelijke Werkgevers (VKW). Hij bleef voorzitter tot 1971, toen hij werd opgevolgd door Antoine Bekaert.
Daarnaast was hij van 1980 tot aan zijn overlijden bestuurder van de Kredietbank.